# Chris Bauer
Chris Bauer (Los Angeles, Californië, 28 oktober 1966) is een Amerikaans acteur.

## Carrière
Bauer speelde in het begin van zijn carrière gastrollen in onder meer Law & Order en The Untouchables. Van 1999 tot 2004 was hij te zien als "Fred Yokas" in Third Watch. In het tweede seizoen van de televisieserie The Wire uit 2003 speelde hij de rol van "Frank Sobotka", vakbondsleider van de havenarbeiders. Vanaf 2008 is hij te zien als "Andy Bellefleur", sheriff van Bon Temps in de serie True Blood.

## Filmografie
- 1989 : Midnight Caller, 1 aflevering
- 1992-2024 : Law & Order, 4 afleveringen
- 1994 : The Untouchables, 1 aflevering
- 1996 : New York Undercover, 1 aflevering
- 1997 : Face/Off, Ivan Dubov
- 1997 : Snow White: A Tale of Terror, Konrad
- 1997 : Deconstructing Harry
- 1997 : Back Home, Jerry
- 1997 : The Devil's Advocate, Lloyd Gettys
- 1998 : A Cool, Dry Place, Larry Ives
- 1999 : 8MM, George Higgins / Machine
- 1999 : The Hunley, Simkins
- 1999 : Sweet and Lowdown, Ace
- 1999 : Flawless, Jacko
- 2000 : Animal Factory, Bad Eye
- 2001 : 61*, Bob Cerv
- 2001 : The Fugitive, 1 aflevering
- 2001 : Dead Last, 1 aflevering
- 2001 : Taking Back Our Town, 1 aflevering
- 2002 : Anatomy of a Breakup, 1 aflevering
- 2002 : Bug, Ernie
- 2003 : The Wire, Frank Sobotka, 12 afleveringen
- 2003 : Keane, Bartender
- 2005 : The Exonerated, White Cop
- 2005 : Jonny Zero, 6 afleveringen
- 2005 : Tilt, 9 afleveringen
- 2005 : Our Fathers, Olan Horse
- 2005 : Broken Flowers, Dan
- 2005 : The Notorious Bettie Page, Irving Klaw
- 2005 : Criminal Minds, 1 aflevering
- 2006 : Conviction, 1 aflevering
- 2006 : Flags of Our Fathers, Commandant Vandegrift
- 2006 : American Experience, 1 aflevering
- 2006 : Masters of Horror, 1 aflevering
- 2006 : Smith, 7 afleveringen
- 2006 : The Lost Room, 1 aflevering
- 2007 : CSI: Crime Scene Investigation, 1 aflevering
- 2007 : Law & Order: Criminal Intent, 1 aflevering
- 2007 : Bernard and Doris, Chef
- 2007 : The Black Donnellys, 3 afleveringen
- 2007 : Numb3rs, 2 afleveringen
- 2008-2014 : True Blood, Andy Bellefleur
- 2008 : New Amsterdam, 1 aflevering
- 2008 : Life on Mars, 1 aflevering
- 2009 : Fringe, 1 aflevering
- 2009 : The Good Wife, 1 aflevering
- 2009-2017 : Law & Order: Special Victims Unit, 2 afleveringen
- 2010 : The Conspirator, Major Smith
- 2011 : Unforgettable, 1 aflevering
- 2011 : Hawaii Five-0, 1 aflevering
- 2012 : Prime Suspect, 1 aflevering
- 2012 : The Office, 1 aflevering
- 2013 : Elementary, 1 aflevering
- 2014 : Parks and Recreation, 1 aflevering
- 2014 : The Divide, 3 afleveringen
- 2014 -2017 : Survivers Remorse, Jimmy Flaherty, 17 afleveringen
- 2015 : Wrestling isn't Wrestling, scheidsrechter
- 2015 : Project T, Franks vader
- 2015 : The Lizzie Borden Chronicles, 2 afleveringen
- 2016 : American Crime Story, inspecteur Tom Lange, 5 afleveringen
- 2016 : Temps, Mike
- 2016 : Wolves, Charles
- 2016 : Money Monster, luitenant Nelson
- 2016 : Sully, Larry Rooney
- 2017 : Dismissed, meneer Ward
- 2017 : Law & Order True Crime, Tim Rutten, 8 episodes
- 2017-2019 : The Deuce, Bobby Dwyer, 24 afleveringen
- 2018 : Brooklyn Nine-Nine, 1 aflevering
- 2018 : Modern Family, 1 aflevering
- 2018 : Unsolved, 1 aflevering
- 2019 : A Dog's Way Home, Kurch
- 2019 : For All Mankind, Deke Slayton, 9 afleveringen
- 2020 : FBI, 1 aflevering
- 2020 : Homeland, 1 aflevering
- 2021 : The Little Things, inspecteur Sal Rizoli
- 2021-2023 : Heels, Wild Bill Hancock, 16 afleveringen
- 2022 : Gaslit, James McCord, 5 afleveringen
- 2022 : Sprung, Stan, 4 afleveringen
- 2023 : Fellow Travellers, Joe MacCarthy, 5 afleveringen
- 2025: Thunderbolts*, Holt

- Biblioteca Nacional de España: XX4905115
- Bibliothèque nationale de France: cb15107674x (data)
- Gemeinsame Normdatei: 1017701970
- International Standard Name Identifier: 0000 0001 1444 0064
- Library of Congress Control Number: no2002112563
- Nationale Bibliotheek van Israël: 987007425545905171
- Système universitaire de documentation: 194429156
- Virtual International Authority File: 51986595
- WorldCat: E39PBJt44KPQ3w46h8GbKCmyBP